# Ciclo del fósforo

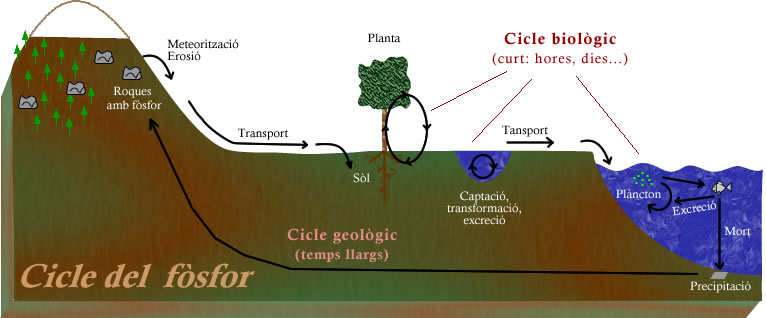

El ciclo del fósforo es un ciclo biogeoquímico que describe el movimiento de este elemento químico en un ecosistema.
Los seres vivos toman el fósforo en forma de fosfatos a partir de las rocas fosfatadas, que mediante meteorización se descomponen y liberan los fosfatos. Estos pasan a los vegetales por el suelo y, seguidamente, pasan a los animales. Cuando estos excretan, los descomponedores actúan volviendo a producir fosfatos.
Una parte de estos fosfatos son arrastrados por las aguas al mar, en el cual lo toman las algas, peces y aves marinas, las cuales producen guano, el cual se usa como abono en la agricultura ya que libera grandes cantidades de fosfatos. Los restos de los animales marinos dan lugar en el fondo del mar a rocas fosfatadas, que afloran por movimientos orogénicos.
De las rocas se libera fósforo y en el suelo, donde es utilizado por las plantas para realizar sus funciones vitales. 
Los animales obtienen fósforo al alimentarse de las plantas o de otros animales que hayan ingerido. 
En la descomposición bacteriana de los cadáveres, el fósforo se libera en forma de ortofosfatos (H3PO4) que pueden ser utilizados directamente por los vegetales verdes, formando fosfato orgánico (biomasa vegetal), la lluvia puede transportar este fosfato a los mantos acuíferos o a los océanos. 
El ciclo del fósforo difiere con respecto al del carbono, nitrógeno y azufre en un aspecto principal. El fósforo no forma compuestos volátiles que le permitan pasar de los océanos a la atmósfera y desde allí retornar a tierra firme. Una vez en el mar, solo existen dos mecanismos para el reciclaje del fósforo desde el océano hacia los ecosistemas terrestres. Uno es mediante las aves marinas que recogen el fósforo que pasa a través de las cadenas alimentarias marinas y que pueden devolverlo a la tierra firme en sus excrementos. Además de la actividad de estos animales, hay la posibilidad del levantamiento geológico de los sedimentos del océano hacia tierra firme, un proceso medido en miles de años. 
El hombre también moviliza el fósforo cuando explota rocas que contienen fosfato.
La proporción de fósforo en la materia viva es relativamente pequeña, pero el papel que desempeña es vital. Es componente de los ácidos nucleicos como el ADN. Muchas sustancias intermedias en la fotosíntesis y en la respiración celular están combinadas con el fósforo, y los átomos de fósforo proporcionan la base para la formación de los enlaces de alto contenido de energía del ATP, se encuentra también en los huesos y los dientes de animales. Este elemento en la tabla periódica se denomina como "P".